# Эр-Рашидия

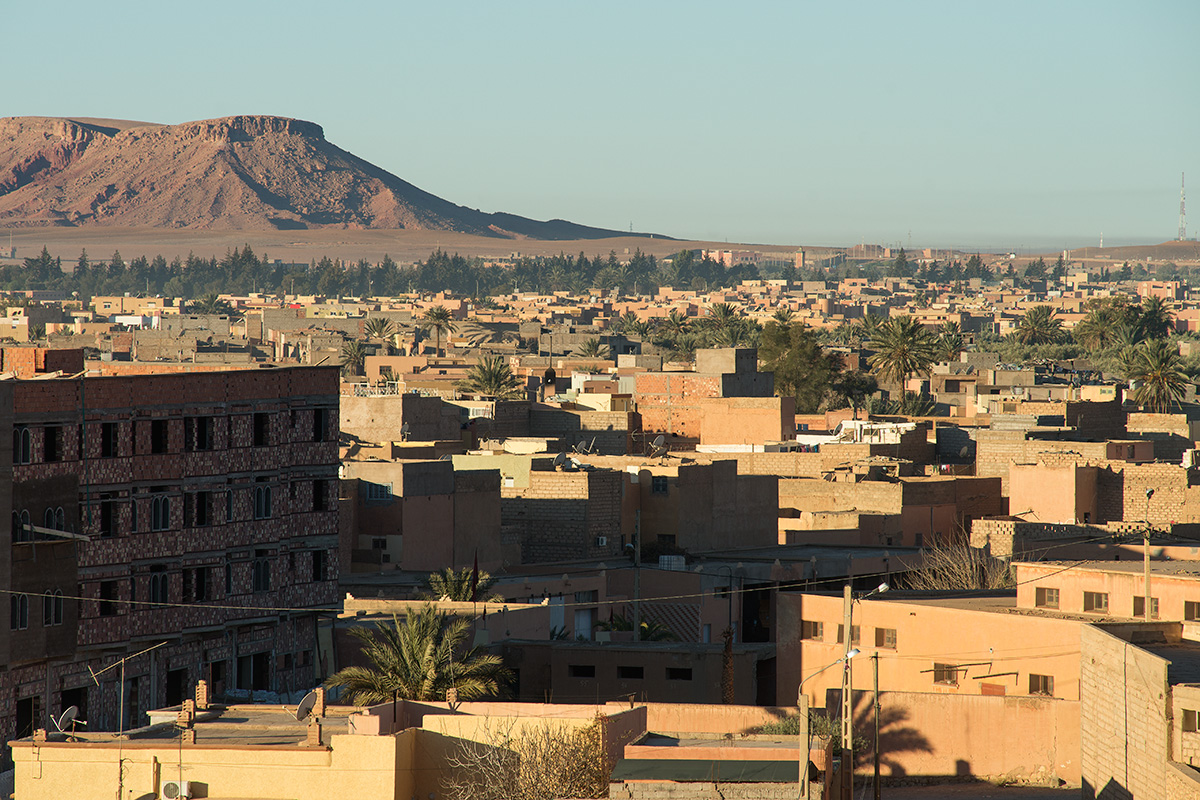

Эр-Рашидия (араб. الراشيدي‎) — марокканский город, расположенный в области Драа — Тафилалет, находится на востоке Марокко. Город находится в провинции с одноимённым названием. Ранее была известна как N Ighram Ksar Es Souk Souk.
Город расположен в южно-центральном Королевстве[уточнить]. Провинция Эр-Рашидия граничит с такими провинциями, как: Фигюиг — на востоке, Бени-Меллаль, Азилаль — на западе, Хилефра и Булеман — на севере и с провинцией Варзазат — на юге. Восточнее и юго-восточнее пролегает марокканско-алжирская граница.